# ارين كوزاك
ارين كوزاك (بالإنجليزية: Warren Kozak) هو صحفي أمريكي، ولد في 1951.